# Partido Democrático de Chile (1952-1956)
El Partido Democrático de Chile (PDo) fue un partido político chileno de centro fundado en 1952 al fraccionarse el Partido Democrático. Apareció como movimiento político en 1948 y perteneció a la fracción que apoyó el establecimiento de la «Ley de Defensa Permanente de la Democracia» por parte del presidente radical Gabriel González Videla.
Apoyó la candidatura del también radical Pedro Enrique Alfonso para la elección presidencial de dicho año. Tras esto, se volcó hacia la izquierda y en las elecciones parlamentarias de 1953 pactó con el Frente Nacional del Pueblo (socialistas y comunistas proscritos) en la lista de senadores. El Partido Democrático de Chile se fusionó con el Partido Democrático del Pueblo en mayo de 1956 para conformar nuevamente el Partido Democrático y sumarse al Frente de Acción Popular. Parte de sus militantes decidió no formar parte de dicha fusión y conformaron el Partido Democrático Doctrinario.
En las elecciones para regidores efectuadas el año 1956, en la ciudad de Quilpué  el candidato del Partido Democrático de Chile fue Augusto Tuñón Farías (1909 - 1973) conocido y destacado vecino, dirigente político , director de la Filial Quilpué del Club Santiago Wanderers .

## Resultados electorales

### Elecciones parlamentarias
|  | 4,53 % |

|  | 1,45 % |

|  | 1,12 % |

### Elecciones municipales
|  | 2,74 % |

|  | 3,72 % |